# Courcelles-lès-Gisors
Courcelles-lès-Gisors – miejscowość i gmina we Francji, w regionie Hauts-de-France, w departamencie Oise.
Według danych na rok 1990 gminę zamieszkiwało 761 osób, a gęstość zaludnienia wynosiła 110 osób/km² (wśród 2293 gmin Pikardii Courcelles-lès-Gisors plasuje się na 378. miejscu pod względem liczby ludności, natomiast pod względem powierzchni na miejscu 698.).